# Revista de la Universidad de México
La Revista de la Universidad de México es la publicación cultural más antigua de México, aún en circulación, perteneciente a la Universidad Nacional Autónoma de México (UNAM). Salió de la imprenta por primera vez en noviembre de 1930. Fue concebida para divulgar el pensamiento científico, literario e histórico nacional e internacional, y para estimular el diálogo y la reflexión. Desde entonces y hasta el día de hoy, salvo por un periodo durante la Segunda Guerra Mundial, se ha publicado ininterrumpidamente.
En sus casi novecientos números han colaborado prestigiosas plumas como Juan Rulfo, Elena Garro, Elena Poniatowska, Witold Gombrowicz, Jorge Luis Borges, Carlos Fuentes, entre muchos otros, y se han abordado todas las corrientes artísticas e ideológicas de los siglos XX y XXI. Actualmente, su dirección está a cargo del escritor Jorge Comensal. Cada mes se aborda un tema diferente, tanto en papel como en formatos multimedia. Asimismo, es posible consultar todos los números, que suman más de 12 mil 500 artículos y más de 4 mil 800 autores, en su página web. Con sus noventa y cinco años de existencia, la Revista de la Universidad de México es un invaluable testimonio del siglo XX.

## Directores
| Director                               | Periodo                                                  |
| -------------------------------------- | -------------------------------------------------------- |
| Julio Jiménez Rueda                    | noviembre de 1930 - agosto de 1932                       |
| Andrés Iduarte Foucher                 | septiembre - octubre de 1932                             |
| Pablo Martínez del Río                 | noviembre de 1932 - agosto de 1933                       |
| Miguel Nicolás Lira Álvarez            | febrero de 1936 - mayo de 1938                           |
| Antonio Acevedo Escobedo               | junio de 1938                                            |
| Francisco González Castro              | octubre de 1946 - febrero de 1948                        |
| Antonio Castro Leal                    | marzo - junio de 1948                                    |
| Rafael Heliodoro Valle                 | julio de 1948 - febrero 1949                             |
| Antonio Acevedo Escobedo               | marzo de 1949                                            |
| Rafael Corrales Ayala Jr.              | abril de 1949 - junio de 1952                            |
| Miguel Prieto Antonio Acevedo Escobedo | julio de 1952 - febrero de 1953                          |
| Jaime García Terrés                    | septiembre de 1953 - agosto de 1965                      |
| Luis Villoro Alberto Dallal            | septiembre de 1965 - agosto 1966                         |
| Gastón García Cantú                    | septiembre de 1966 - marzo de 1970 febrero-marzo de 1973 |
| Leopoldo Zea Aguilar                   | mayo de 1970 - enero de 1973                             |
| Benjamín Villanueva                    | abril - junio de 1973                                    |
| Diego Valadés Ríos                     | abril de 1973 - diciembre de 1976                        |
| Consejo editorial                      | febrero - junio de 1977                                  |
| Hugo Gutiérrez Vega                    | julio 1977 - septiembre 1978)                            |
| Arturo Azuela                          | octubre 1978-enero 1980                                  |
| Julieta Campos                         | mayo 1981-enero 1985                                     |
| Federico Reyes Heroles                 | febrero-octubre 1985                                     |
| Horacio Labastida                      | noviembre 1985-mayo 1988                                 |
| Alonso Gómez Robledo                   | julio-diciembre 1988                                     |
| Consejo editorial                      | enero-febrero 1989                                       |
| Fernando Curiel                        | marzo 1989-febrero 1993                                  |
| Alberto Dallal                         | mayo 1993-julio 2001                                     |
| Ricardo Pérez Montfort                 | enero 2002-enero 2004                                    |
| Ignacio Solares                        | marzo 2004-abril 2017                                    |
| Guadalupe Nettel                       | abril 2017- mayo 2024                                    |
| Jorge Comensal                         | junio de 2024 a la fecha                                 |

## Nombres de la revista
- 1930-1936: Universidad de México. Órgano de la Universidad Nacional Autónoma de México

- 1936-1938: Universidad. Mensual de Cultura Popular

- 1946-1959: Universidad de México. Órgano de la Universidad Nacional Autónoma de México

- 1959-1985: Revista de la Universidad de México.

- 1985-2004: Universidad de México.

- 2004-actualidad: Revista de la Universidad de México. Nueva época.

## Historia

### Primeros pasos
Publicada por primera vez el 1 de noviembre de 1930, la revista Universidad de México. Órgano de la Universidad Nacional Autónoma de México —continuación del Boletín de la Universidad, fundado en 1917—, presentaba un recuento del acontecer universitario. Se concibió libre e independiente, como la institución que la cobija. Su primer director fue Julio Jiménez Rueda. En febrero de 1936, bajo la gestión de Miguel N. Lira, adquirió el título de Universidad. Mensual de Cultura Popular y lo conservó hasta agosto de 1937. Entonces, se tiraban veinte mil ejemplares que se distribuían de manera gratuita. La Revolución mexicana, sus repercusiones políticas y sociales, la consolidación de la autonomía universitaria, el fascismo y el marxismo eran los temas recurrentes. 
Desde su inicio, la revista buscó integrar diversas expresiones artísticas como la fotografía, el dibujo, la escultura y la música, así como una visión interdisciplinaria conformada por las diversas disciplinas que se estudiaban en la universidad: economía, derecho, astronomía, arquitectura, filosofía, medicina, geología, entre muchas otras. Sus colaboradores se preocupaban por ofrecer a los lectores un panorama de la vida literaria, política y cultural tanto mexicana como internacional. En su primera época, en los años treinta del siglo XX, se hallaban entre sus páginas crónicas de Manuel Toussaint, poemas de Federico García Lorca, Paul Valéry o Gabriela Mistral, ensayos de José Vasconcelos o Silvio Zavala, críticas de obras de Jean Cocteau y de León Trotski, reseñas de exposiciones de pintura de David Alfaro Siqueiros o Rufino Tamayo y los informes arqueológicos de Alfonso Caso sobre el descubrimiento de Monte Albán.

### Aportaciones del exilio español
Cuando la guerra civil azotó España (1936-1939), el presidente Lázaro Cárdenas otorgó asilo a una gran cantidad de intelectuales españoles. En 1938, con el apoyo de Daniel Cosío Villegas y de Alfonso Reyes, se fundó la Casa de España que se convertiría más adelante en el Colegio de México. La labor de estos escritores, pintores, poetas, magistrados y catedráticos exiliados enriquecería de manera incontestable y perenne la vida universitaria y las páginas de la publicación.
La revista Universidad. Mensual de cultura popular dejó de ver la luz a mediados de 1938, con el inicio de las hostilidades derivadas de la Segunda Guerra Mundial, y no volvió a imprimirse hasta octubre de 1946 bajo un formato más periodístico y con el título de Universidad de México. Órgano de la Universidad Nacional Autónoma de México, dirigida por Francisco González Castro. En la segunda mitad de los años cuarenta ocuparon un lugar preponderante las entrevistas que Rafael Heliodoro Valle, director de la revista entre 1948 y 1949, y una de las grandes presencias del suplemento cultural El Universal Ilustrado, hizo a escritores como Luis Cardoza y Aragón o Marcel Bataillon, y a poetas como Nicolás Guillén o Dámaso Alonso. La mirada de la publicación estaba puesta en los diversos congresos de sociología, ciencia o filosofía, organizados por la universidad. 

### Ciudad universitaria
La década de los cincuenta inició con la construcción de la Ciudad Universitaria. Cada mes se reportaban los avances de los múltiples edificios administrativos y facultades. La revista, órgano informativo en formato tabloide, se imprimía a dos tintas y contaba con treinta páginas. Destacaban los trabajos de autores nacionales: dibujos de Alberto Gironella, cuentos de Inés Arredondo, poemas de Rosario Castellanos, ensayos de José Luis Martínez, primeras colaboraciones de Carlos Fuentes, Elena Poniatowska y José Emilio Pacheco. 
Entre 1946 y 1952, el diseño estuvo a cargo de Miguel Prieto, exiliado español, quien ejecutó propuestas innovadoras: privilegió las imágenes de gran proporción con relación al texto, desbordó el tamaño de las ilustraciones y cuando no le convencía la tipografía disponible, utilizó fuentes de su invención. Al retirarse, dejó en su lugar al joven Vicente Rojo con quien trabajaba en el suplemento México en la Cultura del diario Novedades y en las ediciones del INBA. 
En 1954, surgió la Gaceta UNAM. Órgano informativo de la Universidad Nacional Autónoma de México, boletín oficial cuyo objetivo era dar a conocer los avances científicos, publicaciones, obras de teatro, festivales, conferencias y campeonatos de la comunidad universitaria. La Revista de la Universidad de México abandonó entonces la función de boletín interno para dedicarse por entero a la difusión de la cultura nacional e internacional. Ese mismo año, en el número del mes de junio, Juan Rulfo publicó un adelanto de su novela "Los murmullos" que saldría a la venta, tiempo después, con el título de Pedro Páramo. Entretanto, Carlos Fuentes daba a conocer sus cuentos en las páginas de la Revista, comentaba los estrenos cinematográficos o recomendaba obras de la literatura inglesa. A veces, ilustraba sus propios textos, otras veces, lo hacían José Luis Cuevas o Alberto Gironella. “El Rey Mago”, obra en un acto de Elena Garro con dibujos de Juan Soriano, abrió el número del mes de marzo de 1958. 
Bajo la dirección de Jaime García Terrés, en septiembre de 1959, se empleó por primera vez la fotografía y el color para ilustrar la portada. Se abordaron, a lo largo de esta década, temas como los mitos raciales, el surrealismo, la educación nacional, la concepción indígena del arte o el humanismo. 

### Años sesenta: época dorada del diseño
En los años sesenta, las portadas de la publicación rivalizaron entre sí en ingenio y mérito gráfico, algunas ilustradas por Leonora Carrington y Pedro Coronel. En el número de marzo de 1960, Gabriel García Márquez publicó su primer cuento en México, “La siesta del martes”, bosquejo de Cien años de soledad, y Octavio Paz inauguró su columna “Corriente alterna”. En paralelo, Jorge Ibargüengoitia y Carlos Monsiváis escribían sobre teatro, y Emilio García Riera sobre cine. 
Entre 1966 y 1979, el diseño estuvo a cargo de Vicente Rojo. Bajo su dirección artística, la revista integró nuevas combinaciones de tintas, intercaló fotografías con pintura abstracta y clásica. Fue un periodo marcado por la creatividad. Cuando Gastón García Cantú asumió la dirección, Vicente Rojo solicitó cierta libertad para cambiar los logotipos, las letras y los encabezados, con el objetivo de no caer en las trampas de la monotonía. Así, cada mes de septiembre, la revista estrenaba nuevo traje, inspirado en corrientes plásticas norteamericanas, como el minimalismo o el Pop Art, y en revistas europeas, como la suiza Du. Se asignó una nueva tipografía al título: la “U” mayúscula de “Universidad” que Rojo modificó a placer y que se ha empleado en diversas épocas desde entonces. Los números monográficos abarcaron temas tan diversos como el cosmos, el sureste asiático, la cibernética, la nigromancia y la demonología, la ficción o la utopía. A lo largo de esta década, la revista fue dirigida sucesivamente por Jaime García Terrés, Luis Villoro y Gastón García Cantú. 

### Años setenta y ochenta
En los setenta, bajo la dirección de Arturo Azuela, Cristina Pacheco se hizo cargo de la coordinación editorial. Colaboraban editores como Guillermo Sheridan y Rafael Vargas, escritores como Leopoldo Lugones, Pablo Neruda, Mario Vargas Llosa, Luis Cardoza y Aragón, investigadores como Clementina Díaz y de Ovando, poetas como Carlos Pellicer y Efraín Huerta. 
Entre 1985 y 1992, las composiciones fotográficas de Jorge Pablo de Aguinaco y de Pablo Recamier, discípulo de Rojo, se publicaron en las portadas. En mayo de 1981, Julieta Campos fue la primera mujer en asumir la dirección de la Revista de la Universidad de México. Este periodo contó con las plumas de autores como Fernando Benítez, Esther Seligson, Fabienne Bradu, Fernando del Paso, Felipe Garrido, Miguel León-Portilla y Carmen Boullosa, por mencionar solo a algunos.

### Hacia el nuevo siglo
Posteriormente, en los noventa, durante las gestiones de Fernando Curiel y Alberto Dallal, la revista se definió como sigue:
Una revista es una revisión, por medio de productos de la mente, del conocimiento, del intelecto, de lo que en el ámbito de su selección o vocación ocurre, transcurre, se desliza o a veces, por lapsos, estalla o brilla. Nuestra revista seguirá con atención los acontecimientos del país y del mundo con los más afinados instrumentos y actitudes que pueden o deben aplicarse: las percepciones universitarias.
Bajo la dirección de Dallal, los temas científicos cobraron una especial relevancia. Asimismo, en el aspecto literario figuras como Margo Glantz, Eloy Urroz, Elsa Cross, René Avilés Fabila o Sarah Sefchovich acompañaron esta década. Para arrancar el siglo veintiuno, Ricardo Pérez Monfort fortaleció las humanidades y añadió un suplemento mensual sobre libros. 

### Nuevo milenio
En 2004, con Ignacio Solares al frente, la revista se fusionó con otra de las publicaciones de la UNAM: Los Universitarios, fundada en 1973. A partir de entonces, se publicó la revista en papel y en versión digital, enriquecida con videoentrevistas. Autores como Ruy Pérez Tamayo, María Luisa Puga, Beatriz Espejo, Vicente Quirarte y Roger Bartra ofrecieron a los lectores sus propias perspectivas del mundo. 
La presencia de un reportaje gráfico o una crítica sobre la obra de un artista plástico de renombre nacional o internacional ha sido hasta el día de hoy una constante en las páginas centrales, aun cuando el formato ha cambiado a lo largo de sus distintas épocas. Siempre cerca del acontecer histórico, destacan entre sus números, por mencionar algunos, el de marzo de 1959 sobre la Revolución cubana, los múltiples dedicados a la cultura, al exilio, a la intervención francesa, la Independencia o la Revolución mexicana, al análisis del movimiento de 1968 y a los conflictos estudiantiles, la autonomía universitaria y la situación de los migrantes (la primera vez que se trató el tema fue en febrero de 1954).
Desde que Guadalupe Nettel asumió su dirección en mayo de 2017, la revista ha vuelto a ser monográfica para abordar tópicos profundos y complejos como la emergencia climática, las resistencias indígenas en el continente, las cuestiones de género, los feminismos, la discapacidad, la conciencia y el racismo. Temas analizados por autores como Yásnaya Elena A. Gil, Yuri Herrera, Juan Villoro, Claudio Lomnitz, Paul B. Preciado y Cristina Rivera Garza, entre muchos otros. 
Asimismo, su nuevo formato digital ha permitido una nueva manera de entablar los diálogos, como consta en el “Blog de los jóvenes”, espacio para la difusión del trabajo de escritores menores de treinta años, las entrevistas grabadas para respaldar un texto o las ligas que permiten el acceso a contenidos de YouTube. En 2020, se terminó de resumir, etiquetar y ordenar la totalidad del acervo histórico. Basta un clic para acceder de manera gratuita y fácil a todos los números publicados que antes solo podían ser consultados en la Biblioteca Nacional o en la Hemeroteca. La revista también amplía su presencia a través de otras plataformas: en Radio UNAM, en el 96.1 de FM y el 860 de AM con la conducción de Elvira Liceaga, en TVUNAM, los viernes a las 20.30 horas, programa que conduce Yael Weiss, por los canales 20.1 TV abierta, 20 Izzi y Totalplay, 120 Axtel TV, Dish, Sky, Megacable, y en redes sociales.  

## Contenido actual
La Revista de la Universidad de México en su nueva época, bajo la dirección de la escritora Guadalupe Nettel, se compone de tres secciones:
1. Dossier. Está conformado por una docena de artículos que, desde distintas áreas del conocimiento y la creación artística, se aproximan a un tema determinado. Como innovación, esta sección incluye unas páginas de novela gráfica en cada número.
2. Panóptico. Recoge textos de interés general desde diversas áreas del conocimiento y se divide en seis apartados:
  - El oficio: Entrevistas a escritores sobre su quehacer literario.
  - En camino: Análisis y crónicas en torno a la migración en el mundo.
  - Alambique: Espacio para la divulgación de la ciencia con una veta ensayística. Se distingue por no tener un objetivo estrictamente didáctico, pues aspira a promover la discusión interdisciplinaria sobre temas científicos de toda índole.
  - Ágora: Sección sociopolítica que se aleja de los artículos periodísticos de opinión sobre temas coyunturales y en cambio busca albergar la reflexión sobre la ciencia política y otras ciencias sociales en torno a problemas de carácter atemporal.
  - Personajes secundarios: Espacio dedicado a personajes históricos y ficticios que viven a la sombra de otros, “aquellos que no han llegado nunca antes que el resto”, en palabras de Emiliano Monge, que inauguró la sección con un perfil del segundo explorador en llegar a la Antártida, Robert Falcon Scott.
  - Otros mundos: Espacio para la crónica y el testimonio dedicados a retratar cómo son por dentro ambientes poco conocidos, singulares, excéntricos, como la lucha libre, la taxidermia o la arqueología submarina.
3. Crítica. Cortos ensayos sobre libros de todas las disciplinas, pero también sobre obras musicales, coreográficas, museísticas, cinematográficas y televisivas. No necesariamente deben tener como objeto las novedades: pueden orientarse a obras especialmente relevantes que no hayan recibido en su momento la debida atención o que cobren nuevo interés en las circunstancias actuales.

## Cronología
- 1917-1921: Se publica el Boletín de la Universidad, órgano del Departamento Universitario y de Bellas Artes.

- 10 de julio de 1929: Por medio de una Ley Orgánica, se otorga la autonomía a la Universidad Nacional.

- 1° de noviembre de 1930: Sale de la imprenta por primera vez la revista Universidad de México. Órgano de la Universidad Nacional Autónoma de México.

- Julio de 1933-febrero de 1935: La revista suspende su publicación por razones financieras.

- Febrero de 1936: La revista se imprime bajo el nombre de Universidad. Mensual de Cultura Popular. Por primera vez aparece una portada a color.

- 14 de junio de 1937: Fundación de Radio UNAM.

- Junio de 1938-septiembre de 1946: La revista deja de circular durante la Segunda Guerra Mundial.

- Junio de 1939: Llegan a México más de veinticinco mil españoles que huían del franquismo y de la guerra civil. Lázaro Cárdenas los recibe como refugiados políticos. Los niños de Morelia fueron acogidos dos años antes.

- Octubre de 1946: Resurge Universidad de México. Órgano de la Universidad Nacional Autónoma de México, en blanco y negro. A partir del mes siguiente, se imprime el título a color y el texto en negro, para volver al blanco y negro en septiembre de 1950 y de nuevo a dos tintas en septiembre de 1953. Miguel Prieto está a cargo del diseño.

- Junio de 1950: En un inmenso terreno del Pedregal de San Ángel, se coloca la primera piedra de lo que se convertirá en la Ciudad Universitaria. En presencia del secretario de gobernación, Adolfo Ruíz Cortines, y del rector, Luis Garrido, también de los arquitectos Carlos Lazo y Mario Pani, apoyados por un equipo de setenta colegas, encargados del ambicioso proyecto.

- Julio de 1952: Miguel Prieto deja la revista por razones de salud. Se mudan las diversas facultades y escuelas a la nueva Ciudad Universitaria.

- Agosto de 1954: Fundación de la Gaceta UNAM. Órgano informativo de la Universidad Nacional Autónoma de México, por Henrique González Casanova, dedicada por completo al acontecer universitario. A partir de ese momento, la revista Universidad de México se dedica de lleno a la difusión cultural.

- Septiembre de 1966: Vicente Rojo, discípulo de Miguel Prieto, asume oficialmente el diseño de la publicación que se encuentra bajo la dirección de Gastón García Cantú. Con el fin de sorprender al lector, se propone renovar la revista cada año. La letra “U” (de “Universidad”) se convierte en un emblema al que se recurrirá a lo largo de varios años y rediseños. A partir de ese mismo año, Rojo se encarga del diseño gráfico de todas las publicaciones de Difusión Cultural.

- 1976: Se inicia la construcción del Centro Cultural Universitario.

- 1979: Bernardo Recamier sucede a Vicente Rojo. Su labor se distingue por las portadas que crea para la revista a partir de composiciones fotográficas de Jorge Pablo de Aguinaco.

- Febrero-marzo de 1985: Se retoma el título con el que la publicación resurgió en 1946: Universidad de México. Revista de la Universidad Nacional Autónoma de México que se conserva hasta marzo de 2004.

- Noviembre de 1993: Se publica el número con la última portada de Bernardo Recamier.

- 2004: La Revista de la Universidad de México se fusiona con otra de las publicaciones de la UNAM, Los Universitarios, puesta en circulación en 1973.

- 24 de octubre de 2005: Fundación de TVUNAM, el canal cultural de los universitarios.

- 2006: Primera versión de la página digital, bajo la dirección de Ignacio Solares. Incluía un índice en versión web, todo el contenido de la revista impresa en formato PDF, seis artículos en versión HTML, un reportaje gráfico y algunos videos, donde autores y artistas plásticos comentaban un artículo publicado en la versión impresa. Se alcanza un promedio de veinticinco mil visitas mensuales. Ese mismo año, se otorga un espacio en TVUNAM a la Revista de la Universidad de México.

- 2012: Lanzamiento de Toda la UNAM en Línea, como parte de un programa para ofrecer al público, en una plataforma digital de acceso gratuito, los productos y acervos generados por la comunidad universitaria.[11] En junio, la versión digital de la Revista de la Universidad de México dejó de ser una exacta transposición de la versión impresa, para ofrecer contenidos originales. Los textos se propusieron tanto en versión HTML como en formato PDF, con una breve biografía del autor y enlace a otras publicaciones del mismo, widgets para redes sociales, la opción de imprimir cada artículo, una ventana para acceder a las video-entrevistas y a los programas realizados en conjunto por la Revista de la Universidad de México y TVUNAM.

- 2013: Digitalización del acervo histórico de la Revista de la Universidad de México, con el objetivo de poner a disposición del público a través de Internet las ediciones publicadas entre 1930 y 2003. En ese periodo se digitalizaron 660 ediciones. Como faltaban números, Guillermo Tovar y de Teresa donó su colección personal que iniciaba con el primer número de 1930. Los internautas también contribuyeron a la digitalización del acervo cuando faltaron algunos. Se crea la aplicación para teléfonos celulares y iPads.

- Mayo de 2017: Guadalupe Nettel asume la dirección de la revista y propone una renovación completa de la misma. Se cambia el diseño de las ediciones impresas y digitales, se abre un espacio para la novela gráfica. Se intensifica la reflexión a través de diversas plataformas mediáticas. Se reinicia el programa de la Revista de la Universidad en TV UNAM y se lanza el suplemento radiofónico de la Revista en Radio UNAM. Se construye el “Blog de los Jóvenes”, para textos escritos por menores de treinta años.

- 2015-2020: Se lleva a cabo una amplia indexación del acervo histórico. Cada artículo, uno por uno, fue resumido en una breve síntesis para suscitar el interés de los lectores, se agregaron metadatos y etiquetas con el objetivo de favorecer su fácil acceso en la red.

- Junio de 2024: A partir del 1 de junio, el escritor mexicano Jorge Comensal encabeza la Revista.